# Vincent van Gogh (film)
Vincent van Gogh è un film del 1988 diretto da Veli-Matti Saikkonen e basato sulla vita del pittore olandese Vincent van Gogh.